# 陶锡恩
陶锡恩（？—？），浙江会稽（今浙江绍兴）人，清朝政治人物。监生出身。
陶锡恩曾于1881年接替陈熊才任娄县知县一职，1882年由杨开第接任。